# Bernstorffsgade
Bernstorffsgade er en gade i København, gående fra Vesterbrogade til Kalvebod Brygge. Gaden er opkaldt efter politikeren og bondevennen Andreas Peter Bernstorff (1735-1797). Gaden præges stærkt af beliggenheden mellem Københavns Hovedbanegård og Tivoli. Andre kendte bygninger ved gaden tæller Panoptikonbygningen ved krydset med Vesterbrogade og Centralpostbygningen på hjørnet af Tietgensgade.

## Historie
Bernstorffsgade og de parallelle Reventlowsgade og Colbjørnsensgade blev oprindeligt anlagt i 1881. De tre gader blev opkaldt efter Andreas Peter Bernstorff, Christian Ditlev Frederik Reventlow og Christian Colbjørnsen, der var tre af de drivende kræfter bag landboreformerne i 1780'erne.
Området lå tidligere udenfor Københavns Vestervold i hvad der førhen var kendt som Dronningens Enghave, så den nye gade lå til at begynde med i noget nær åben land. Forlystelsesparken Tivoli var dog åbnet i området op mod volden i 1843. På den anden side var Københavns første jernbanestation åbnet i 1847, men den var blevet erstattet af en ny nord for Vesterbrogade i 1864. Skandinavisk Panoptikon, en blanding af et voksmuseum og et raritetskabinet blev åbnet på hjørnet af Vesterbrogade i 1885 af Vilhelm Pacht. Bygningen gik til i en brand 4. januar 1950. Cykelklubben Cyclisten etablerede en 350 m lang bane med tribuner og restaurant ved gaden i 1893. Den blev indviet 22. maj og blev benyttet til sekstimersløb for både mænd og kvinder. Den fik selskab af Københavns Godsbanegård i 1895-1901, der blev opført efter tegninger af DSB's hovedarkitekt Heinrich Wenck. I 1968-1969 opførtes en ny godsbanegård efter tegninger af Ole Hagen.
Cykelbanen blev revet ned i 1904 for at give plads til den nye hovedbanegård, der åbnede i 1911. I forbindelse med etableringen af banegården blev Bernstorffsgade flyttet fra sin oprindelige placering, der svarer til den nuværende Banegårdspladsen mellem Panoptikonbygningen og banegraven..

## Bygninger
Området mellem Vesterbrogade og Tietgensgade domineres i dag af Københavns Hovedbanegård på den ene side og Tivoli på den anden. Hovedbanegården blev opført efter tegninger af Heinrich Wenck i historicistisk stil. Panoptikonbygningen blev erstattet af et nyt hovedkontor for Arbejdernes Landsbank i 1954. Den nye bygning arvede dog navnet fra den gamle.
Overfor Hovedbanegården ligger den ene af tre indgange til Tivoli. Ved siden af ligger hotellet Hotel Nimb sammen med Restaurant Nimb og en Hans Christian Andersen Bakery. Restauranten blev moderniseret af Ernst Kühn i 1925, 1930 og 1943-1946. I 2017 åbnede Tivoli Hjørnet, der er tegnet af Pei Cobb Freed & Partners, på hjørnet af Vesterbrogade. Det rummer hotelværelser, et madmarked, restauranter og butikker.
Centralpostbygningen på den anden side af Tietgensgade blev opført samtidig med Hovedbanegården og har også Wenck som arkitekt. Det blev siden udvidet med en stor postterminal efter tegninger af Holm & Grut fra 1966 og frem. Hele området blev solgt i 2016. Den gamle centralpostbygning blev omdannet til hotellet Villa Copenhagen, der åbnede i 2020. Resten af området blev ryddet for at give plads til blandet byudvikling med kontorer, hotel og lejligheder. Projektet er tegnet af Lundgaard & Tranberg og omfatter flere højhuse på op til 120 m. Lundgaard & Tranberg har også tegnet SEB Banks to bygninger på hjørnet af Kalvebod Brygge.
Overfor Centralpostbygningen ligger det tidligere Vestre Elektricitetsværk, der blev opført i 1896-1898 efter tegninger af Ludvig Fenger for Københavns Belysningsvæsen som et af de første elværker i København. Den er nu blevet ombygget til fjernkølingscentral og kontorer for HOFOR, Storkøbenhavns største forsyningsselskab.
Bernstorffsgade 21 blev opført i 1916 efter tegninger Arthur Wittmaack. Den husede tidligere Indre Mission men benyttes nu af Københavns Kommune. Nabobygningen i nr. 23 blev tegnet af Albert Oppenheim. Den næste bygning, med facade mod Polititorvet (Polititorvet 14), blev opført i 1914 efter tegninger af Knud Arne Petersen for Arbejdsgivernes Ulykkesforsikring men huser nu Rigspolitiet. På det modsatte hjørne af Polititorvet ligger Falcks hovedkontor.

## Trafik
Gaden er en hovedgade, der er præget af tæt trafik, dels i forbindelse med Hovedbanegården og dels i forbindelse med flere overordnede gadeforløb. Desuden ligger der en busterminal langs med Hovedbanegården, der betjenes af en række buslinjer. Busterminalen er anlagt i siden af gaden, så busser der kommer fra syd må krydse over gaden for at komme ind i terminalen og tilsvarende igen, når de skal ud.